# Bruno, Minnesota
Bruno är en ort i Pine County i delstaten Minnesota, USA.